# Смогоржевский, Леонид Александрович
Смогоржевский Леонид Александрович (28 января 1921, Холодовка, Подольская губерния — 21 августа 1996, Киев) — советский и украинский орнитолог.

## Биография
Родился 28 января 1921 года в селе Холодовка (ныне Тульчинского района Винницкой области).
Интерес к природе появился у Смогоржевского ещё в детские годы. Будучи школьником стал юннатом в кружке Киевского зоопарка. С 1939 года работал лаборантом в Зоологическом музее Киевского университета. В 1940 году он был призван в ряды Советской армии, в составе которой он воевал во время Великой Отечественной войны, которую он окончил дойдя до Венгрии.
В 1945—1946 годах работал лаборантом зоологическом музее Киевского университета. В 1945—1946 годах учился на подготовительном факультете Киевского политехнического института. В 1946 году вступил на биологический факультет Киевского университета. Дипломная работа была посвящена орнитофауне Каневского заповедника. В 1951 году окончил его, и начал работать заместителем директора зоологического музея Киевского университета. С 1956 по 1961 году работает ассистентом и исполняющего обязанности доцента кафедры зоологии позвоночных Киевского университета. В течение 1950—1970-х годов принимает участие во многих экспедициях — на Баренцево море, в Среднюю Азию, Закавказье, Прикаспий, на Дальний Восток. Все это время Смогоржевский активно пополняет коллекции Зоологического музея Киевского университета.
В 1960 году защитил кандидатскую диссертацию, посвященную рыбоядные птицам Украины. Вскоре после защиты он получил звание доцента. В 1974 году защитил докторскую диссертацию, посвященную хоумингу. Это была первая работа на такую тему в СССР. В 1974 году Смогоржевский стал профессором кафедры зоологии позвоночных Киевского университета.
Жена, Лидия Смогоржевская (1926—2010) — советский и украинский гельминтолог, основатель научной школы.
Умер 21 августа 1996 года в Киеве.

## Научная деятельность
Первые работы были посвящены преимущественно биологии отдельных видов птиц. Более 10 лет Смогоржевский посвятил изучению рыбоядных птиц, результаты этих исследований нашли отражение в классической монографии «Рыбоядные птицы Украины». На протяжении 1950-1970 годов в ходе многочисленных экспедиций в разные уголки СССР проводилось изучение региональной орнитофауны и особенностей экологии птиц.
В 1960-1970 годах занимался исследованием способности к ориентации у птиц, результаты отражены в докторской диссертации. В 1970-1980-е годах Смогоржевский активно занимался изучением миграций птиц. Важным этапом научной деятельности было издание фундаментальной монографии в серии «Фауна Украины».
С середины 1980-х годов проводил исследования воробьиных птиц: межвидовых отношений, распределения птиц в гнездовой период, поведение их на водопое, выкармливания птенцов, взаимоотношения с человеком.

### Научные труды
Является автором ряда научно-популярных изданий.
- Смогоржевський Л. О. Рибоїдні птахи України. — Киев: Вид-во КДУ, 1959. — 122 с.
- Фауна України. Т. 5. Птахи. Вип. 1. Гагари, норці, трубконосі, веслоногі, голінасті, фламінго / Смогоржевський Л. О. — Киев: Наукова думка, 1979. — 188 с.
- Смогоржевський Л. Пернаті друзі / Худож. В. Пойда. — Киев: Радянська школа, 1977. — 160 с.
- Смогоржевський Л. О., Федоренко А. П. Охорона та приваблювання птахів. — Киев: Радянська школа, 1986. — 71 с.
- Энциклопедия охотника: Справочное издание / Авдеенко Е. П., Акимов И. А., Ардамацкая Т. Б., Архипчук В. А. и др. / Под ред. Л. А. Смогоржевского. — Киев: Изд-во «Укр. енциклопедія», 1996. — 349 с.